# Pulau Hatta
Pulau Hatta är en ö i Indonesien.   Den ligger i provinsen Moluckerna, i den östra delen av landet, 2 600 km öster om huvudstaden Jakarta. Arean är 4,5 kvadratkilometer.
Terrängen på Pulau Hatta är platt. Öns högsta punkt är 156 meter över havet. Den sträcker sig 3,3 kilometer i nord-sydlig riktning, och 2,1 kilometer i öst-västlig riktning.